# Kärlek och hypnotism
Kärlek och hypnotism är en svensk lustspelsfilm från 1921 regisserad av Lau Lauritzen.

## Om filmen
Filmen premiärvisades 14 februari 1921 på World Cinema i Köpenhamn Danmark. Den svenska premiären ägde rum 9 maj 1921. Filmen spelades in vid Palladiumfilms ateljéer i Hellerup, Danmark.

## Rollista (i urval)
- Carl Alstrup – Harly Harlyson, författare
- Axel Hultman – Bradford, konstprofessor
- Kiss Andersen – Alice Bradford, hans dotter
- Lauritz Olsen – Skönberg
- Oscar Stribolt – Groggelin, rentier och hypnotisör m.m